# Hibiscus uncinellus
Hibiscus uncinellus är en malvaväxtart som beskrevs av José Mariano Mociño, Amp; Sesse och Dc.. Hibiscus uncinellus ingår i Hibiskussläktet som ingår i familjen malvaväxter. Inga underarter finns listade i Catalogue of Life.